# یی‌آن (هئی‌لونگ‌جیانگ)
یی‌آن (به چینی: 克东县) یک شهرک و مرکز اداری شهرستان یی‌آن می‌باشد که در تابعیت شهر چیچیهار، استان هئی‌لونگ‌جیانگ واقع شده است. شهرک یی‌آن ۷۴٬۲۳۳ نفر جمعیت دارد و ۲۱۰ متر بالاتر از سطح دریا واقع شده‌است.